# Jürgen Lemmerer (Fußballspieler, 1977)
Jürgen Lemmerer (*  15. September 1977) ist ein ehemaliger österreichischer Fußballspieler, der 1997/98 in der österreichischen 2. Liga spielte.

## Karriere
Jürgen Lemmerer wechselte zum 1. Juli 1995 aus der Landesliga Niederösterreich vom ASK Kottingbrunn nach Bad Vöslau, wo er nur bis 1. Januar 1996 blieb und Anfang Juli 1997 nach Leobersdorf ging. Nach ebenfalls einem halben Jahr ging er zum BSV Enzesfeld-Hirtenberg, die Mannschaft war in der Saison 1996/97 in die 2. Klasse Süd aufgestiegen, und spielte dort bis 1. Januar 1998, um sich erneut dem ASK Kottingbrunn anzuschließen. Für Kottingbrunn absolvierte in der Saison 1997/98 sechs Spiele für den in der zweithöchsten Spielklasse, aus der er mit dem Team aber zu Saisonende abstieg. In der darauffolgenden Spielzeit kam er für Kottingbrunn in der Regionalliga Ost zum Einsatz. Weitere Stationen waren noch in der Regionalliga, der 1. Landesliga und der 2. Landesliga.
Es folgte vom 1. Juli 1999 bis Jahresende die Station ASK Oberwaltersdorf und bis Mitte 2000 ASK Trumau. Von Trumau ging er zurück in die 2. Klasse Süd zum BSV Enzesfeld-Hirtenberg und blieb hier bis Jahresende 2000. 2001 war er vereinslos. Vom 1. Januar 2002 bis 1. Juli 2004 spielte er für den ASK Blumau und dann wieder für den BSV Enzesfeld-Hirtenberg.